# Rudra tenera
Rudra tenera is een spinnensoort in de familie van de springspinnen (Salticidae).
De wetenschappelijke naam van de soort werd voor het eerst geldig gepubliceerd in 1894 door Elizabeth Maria Gifford Peckham & George William Peckham.